# Schloss Oels
Das Schloss Oels in Niederschlesien ist das größte Renaissanceschloss in Europa und ein ehemaliger Familienbesitz der preußischen Linie des Hauses Hohenzollern in Schlesien.

## Geschichte
Eine Höhenburg in Oels ist für 1292 belegt. Durch spätere Erweiterungen und Rekonstruktionen wurde sie zu einer Renaissance-Residenz mit einer modernen Befestigung. Diese Burg war Sitz des piastischen Herzogtums Oels. Der älteste erhaltene Teil des ehemaligen gotischen Gebäudes ist der Turm aus dem späten 13. Jahrhundert.
Das Schloss gehörte bis 1792 dem Haus Württemberg, zuletzt vertreten durch den General und Statthalter von Breslau, Karl Christian Erdmann Herzog von Württemberg-Oels, Träger des hohen Ordens vom Schwarzen Adler. Der Herrensitz ging über alte Matrikel von 1857, dort als Fideikommiss genannt, bis 1884 in den Besitz der Welfen an Herzog Wilhelm zu Braunschweig und Lüneburg sowie Oels über. Dann erst übernahmen die Hohenzollern das baufällige Schloss und renovierten es gründlich.

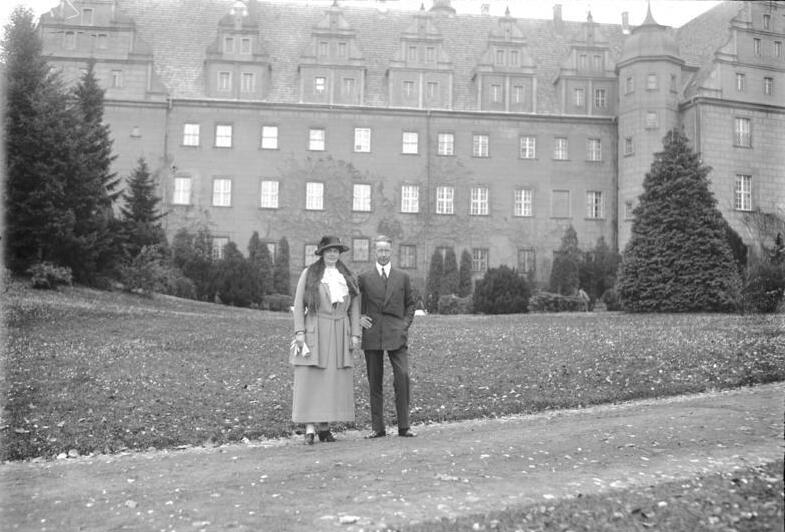
Der ehemalige Kronprinz Wilhelm und Cecilie vor Schloss Oels im November 1923

Nach dem Ersten Weltkrieg konnte die gestürzte Herrscherfamilie im Rahmen der Fürstenenteignung die Eigentumsansprüche behaupten, auch weil das Schloss erst 1884 erworben worden war, also nicht im Staatsbesitz stand. Die Gemahlin des ehemaligen Kronprinzen Cecilie zog dort vom Potsdamer Cecilienhof aus ein. Der Kronprinz Wilhelm von Preußen folgte am 15. November 1923 nach dem Ende des fünfjährigen Exils in den Niederlanden und nutzte das Schloss mit den Kindern als Land- und Sommerresidenz. Der pferdeverliebte Kronprinz richtete ein Trakehnergestüt ein und ging oft auf die Jagd. Von Oels gingen auch seine politische Aktivitäten aus. Zum Schloss Oels gehörte ein großer Grundbesitz. 1937 trug die Begüterung den Titel Waldgut-Herrschaft Oels. Die Gesamtfläche betrug 7877 ha. An der Spitze der Gutsverwaltung standen der Verwalter Major Otto von Müller und die Kronprinzliche Schlossverwaltung mit einem Oberinspektor an der Spitze. Das eigentliche Verwaltungsbüro unter Hofrat Berg saß allerdings in Berlin.
Mindestens bis 1942 galt Oels neben Schloss Cecilienhof als sein Hauptwohnsitz, hier hielt man sich etwa die Hälfte des Jahres auf, Wilhelm selbst bevorzugte aber Potsdam und Berlin.
Mit dem Ende des Zweiten Weltkrieges gingen die deutschen Ostgebiete verloren. 1945 wurde der Hohenzollerische Besitz, so auch Schloss Oels, enteignet und das Schloss als Kriegsgefangenenlager für ungarische und italienische Soldaten genutzt. Später diente es als Außenstelle des sowjetischen Internationalen Roten Kreuzes.
Darauf wurde es bis Anfang der 1970er Jahre als Technische Realschule genutzt. Nach einer erneuten Renovierung diente es als Außenstelle des Archäologischen Museums von Breslau. Seit 1993 nahm das Voluntary Labour Corps dort seine Tätigkeit auf.

## Nachweise
1. ↑  Otto Sarrazin, Karl Schäfer: Das Piasten-Schloß in Oels. In: Ministerium der öffentlichen Arbeiten (Hrsg.): Centralblatt der Bauverwaltung. V. Auflage. Nichtamtlicher Theil, Nr. 29. Ernst & Korn, Berlin 18. Juli 1885, S. 303–306 (google.de [abgerufen am 12. Oktober 2022]).
2. ↑  Rudolf von Stillfried-Rattonitz: Liste der Ritter des Königlich Preußischen Ordens vom Schwarzen Adler. IV. Von Seiner Majestät dem Könige Friedrich Wilhelm II. ernannte Ritter., Nr. 316. Geheime Ober-Hofbuchdruckerei (R. v. Decker), Berlin 1871, S. 28 (uni-duesseldorf.de [abgerufen am 12. Oktober 2022]).
3. ↑  Alphabetischer Nachweis (Adressbuch) des in den Preussischen Staaten mit Rittergütern angesessenen Adel 1857. In: Karl Friedrich Rauer (Hrsg.): GAB-Vorgänger auf Matrikelbasis. 1. Auflage. Oels. Selbstverlag, Berlin 1857, S. 5 (uni-duesseldorf.de [abgerufen am 12. Oktober 2022]).
4. ↑  Gerhard Schulz: Von Brüning zu Hitler. Der Wandel des politischen Systems in Deutschland 1930–1933. Online-Ressource Auflage. De Gruyter, Berlin, Boston 2017, ISBN 978-3-11-084894-6, S. 570–571 (google.de [abgerufen am 12. Oktober 2022]).
5. ↑  Schlesisches Güter-Adreßbuch. Verzeichnis sämtlicher Rittergüter sowie der größeren Landgüter der Provinzen Nieder- und Oberschlesien. 1937. 15. Reprint Klaus D. Becker Potsdam Auflage. Oberschlesien. Regierungsbezirk Breslau, Kreis Oels. Waldgut-Herrschaft Oels. Wilhelm Gottlieb Korn, Breslau 1937, ISBN 978-3-88372-245-0, S. 196 (google.de [abgerufen am 12. Oktober 2022]).
6. ↑  Gothaisches Genealogisches Taschenbuch der Fürstlichen Häuser (Hofkalender) 1942. Jg. 179, Justus Perthes, Gotha 1941, S. 80.
7. ↑  Stephan Malinowski: Die Hohenzollern und die Nazis. Geschichte einer Kollaboration. Online-Res. Auflage. Propyläen, Berlin 2021, ISBN 978-3-549-10029-5 (google.de [abgerufen am 12. Oktober 2022]).